# Kugelfische
Die Familie der Kugelfische (Tetraodontidae = Vierzähner) gehört zur Unterordnung der Kugelfischähnlichen (Tetraodontoidei) in der Ordnung der Kugelfischartigen (Tetraodontiformes). Zu den Kugelfischen gehören etwa 200 Arten. Ihre Körperlänge variiert zwischen 2 Zentimetern beim Zwerg- oder Erbsenkugelfisch (Carinotetraodon travancoricus) und 120 Zentimetern beim Riesenkugelfisch (Arothron stellatus).
Obwohl es immer wieder zu tödlichen Vergiftungen kommt, gilt zubereiteter Kugelfisch, der auch als Fugu bekannt ist, in Japan, Korea und China als Delikatesse.

## Erscheinungsbild

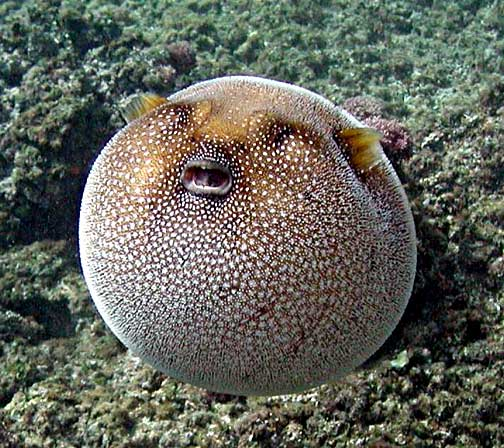
Aufgepumpter Perlhuhn-Kugelfisch (Arothron meleagris) im Nationalpark von Amerikanisch-Samoa

Die Körperform von Kugelfischen weicht stark von der typischen Fischgestalt ab. Kugelfische haben eine rundliche, gedrungene Gestalt. Kopf und Augen sind stark ausgebildet. Der schnabelähnliche Beißapparat besteht aus zu Zahnleisten verwachsenen Zähnen, wobei je zwei Zahnleisten oben und unten stehen. Hierauf bezieht sich auch die wissenschaftliche Namensgebung dieser Familie hochentwickelter Knochenfische: Tetraodontidae = Vierzähner. Ihre lederartige, widerstandsfähige Haut ist nackt, die Schuppen sind zu kurzen Stacheln reduziert.
Der Antrieb erfolgt überwiegend durch die Brustflossen. Rückenflosse und Afterflosse schwirren nur zur Unterstützung mit. Schwanzstiel und Schwanzflosse dienen als Steuerruder. Dadurch ist der Kugelfisch zwar recht langsam, aber äußerst wendig. Er kann sowohl vorwärts als auch rückwärts schwimmen sowie aufwärts und abwärts steigen. Eine Besonderheit der Kugelfische ist, dass sie keine Bauchflossen besitzen.
Kugelfische können sich bei Gefahr aufpumpen. Hierzu pressen sie mit ihrer kräftigen Muskulatur ruckweise Wasser aus der Mundhöhle in eine bauchseitige, sackartige Erweiterung des Magens. Dies soll auf Angreifer abschreckend wirken. Starke Ringmuskeln am Mageneingang verhindern das Rückfließen des Wassers. Die Stacheln, die sonst eng am Körper anliegen, stehen nun nach außen und fungieren als Widerhaken. Dadurch und durch die enorme Volumenvergrößerung ist es einem Raubtier fast unmöglich, den Kugelfisch zu verschlingen. Jacques Cousteau berichtet, dass sich Kugelfische im Rachen großer Raubfische (Haie) noch aufblasen, so dass sie feststecken und der Räuber erstickt. Werden Kugelfische durch Menschen gezielt zum Aufblasen provoziert, ist dies mit großem Stress für die Fische verbunden – es fällt ihnen schwer, das aufgenommene Wasser wieder auszustoßen. Außerhalb des Wassers pumpen sie Luft in den Magensack, ersticken so aber bald.
Der grüne Kugelfisch verfügt über das kleinste bekannte Erbgut aller Wirbeltiere mit 340 Millionen Basenpaaren und 21 Chromosomen. Es besteht jedoch aus geschätzten 28.000 Genen.

## Verbreitung

Verbreitungsgebiet

Kugelfische kommen weltweit in einem Gürtel von ca. 47 Grad nördlicher bis 47 Grad südlicher Breite in den Küstenregionen tropischer und warmer Meere vor, zumeist über Korallenbänken oder Seegraswiesen. Manche Arten leben in Amazonien, im tropischen Afrika, im östlichen Indien und in Südostasien auch in Süß- und Brackwasser.

## Fortpflanzung
Kugelfische werden bis zu 10 Jahre alt und erreichen im Alter von 5 Jahren die Geschlechtsreife.
Geschlechtsreife Tiere sind oftmals zuerst männlich, können ihr Geschlecht jedoch im Laufe des Lebenszyklus wechseln und zu weiblichen Tieren werden (siehe hierzu auch konsekutive Zwitter).
Männliche Kugelfische der Gattung Torquigener widmen sich, mitunter über mehrere Wochen, allein dem Nestbau (Angaben bezüglich der Bauzeit variieren je nach Quelle). Die kreisförmig angelegten Sandburgen am Meeresgrund erreichen einen Durchmesser von bis zu 2 Metern und wurden zuerst 1995 vor den Amami-Inseln entdeckt, die zu Japan gehören. In der Paarungszeit wird das Zentrum auch noch mit ausgewählten Muscheln und Korallenstückchen dekoriert (vergleichbar mit den extra geschmückten „Lauben“ von Laubenvögeln).
Im Sinne des biologischen Fortpflanzungskonzepts Female Choice (Weibchenwahl) erfolgt die Partnerwahl durch das Weibchen. Bevor es sich eventuell zur Paarung mit einem Männchen entscheidet, prüft es eingehend die Beschaffenheit und die Qualität der Brutstätte. Gefällt ihr das Werk nicht, schwimmt sie weiter, um die Bauwerke anderer Männchen zu inspizieren. Wenn die Entscheidung für ein Nest gefallen ist, legt das Weibchen seine Eier genau im Zentrum ab und das Männchen befruchtet sie. Für die Bewachung des befruchteten Laichs bis zum Schlupf und die Abwehr möglicher Fressfeinde ist der männliche Kugelfisch allein zuständig.
Weibchenwahl im Sinne von Female Choice tritt überall dort auf, wo die männlichen Tiere in Konkurrenz zueinander stehen und sich durch spezielle Leistungen, wie den Bau einer speziellen Nist- oder Brutstätte, den Sieg über Konkurrenten oder die Verteidigung eines Territoriums hervortun müssen, um vom Weibchen als Partner ausgewählt zu werden.

## Verhalten gegenüber Menschen
Kugelfische sind eher scheu und gehen Tauchern und Schnorchlern in der Regel aus dem Weg. Versucht der Mensch den Fisch zu fangen, so beißt dieser mit seinem kräftigen Gebiss. Der Biss eines großen Kugelfisches kann beim Menschen zu schweren Verletzungen bis zum Verlust eines Fingers führen.

## Giftstoff Tetrodotoxin
Tetrodotoxin (TTX) verdankt seinen Namen der Familie der Kugelfische (Tetraodontidae) und wurde erstmals 1950 aus den Ovarien eines Kugelfisches isoliert. Außer bei Kugelfischen ist es auch bei Kugelfischartigen, Blaugeringelten Kraken und einigen Molchen (z. B. den Westamerikanische Wassermolchen), Stummelfußfröschen, sowie manchen Schnecken, Krebsen und Seesternen zu finden.
Der Giftstoff kann 1.200 Mal potenter als Cyanid sein und reichert sich beim Kugelfisch im Laufe des Lebens in verschiedenen Körperteilen in unterschiedlicher Intensität an. In den Eierstöcken weiblicher Kugelfische ist die Giftkonzentration am höchsten.
Das Gift reichert sich bei wild lebenden Kugelfischen im Laufe des Lebens an, da es teilweise mit der Nahrung aufgenommen wird. Da unter anderem der Stoffwechsel der Fische in Gefangenschaft anders funktioniert, gelang es mittels gezielter Fütterung speziell für den Verzehr vorgesehene Fische zu züchten, die deutlich weniger giftig sind.
Bei weiblichen Tieren konnte – insbesondere in den Reproduktionsorganen – eine deutlich höhere Konzentration des Toxins nachgewiesen werden. Die Haut und die Leber erreichten bei beiden Geschlechtern ähnliche Werte und bei einigen Arten ist das Gift auch im Muskelfleisch enthalten (z. B. Takifugu pardalis, Takifugu poecilonotus und Takifugu niphobles).
Das japanische Ministerium für Gesundheit, Arbeit und Soziales warnt bei wild gefangenen Kugelfischen generell vor dem Verzehr von Eierstöcken, Leber und Gedärmen, die als  sehr giftig bis tödlich gelten.

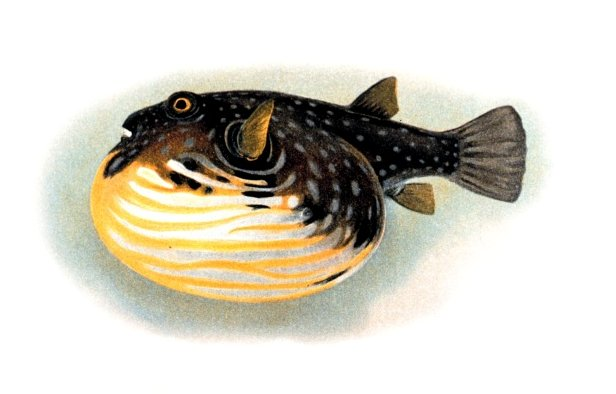
Arothron hispidus

Dieses Nervengift ist eines der stärksten bekannten nicht proteinartigen Gifte: Die letale Dosis beträgt nur etwa 10 µg/kg Körpergewicht. Es wirkt nur auf die Körpernerven, nicht auf das Gehirn – die Opfer werden vollständig gelähmt und können sich weder bewegen noch sprechen, bleiben aber bei Bewusstsein. Tetrodotoxin blockiert spannungsaktivierte Natriumkanäle in Neuronen. Dadurch können keine Aktionspotentiale mehr ausgelöst werden. Das heißt, jegliche Nerven- und Muskelerregung ist unterbunden. Die Folge sind motorische und sensible Lähmungen. Vergiftete sterben dann an lähmungsbedingtem Atem- oder aber an Herzstillstand. Wenn Atmung und Kreislauf schnell genug durch Notfallmaßnahmen in Gang gehalten werden, klingt die Giftwirkung innerhalb etwa 24 Stunden ab und die Opfer erleiden keinen bleibenden Schaden.
Es wird davon ausgegangen, dass die verschiedenen Arten der Kugelfische das Nervengift nicht selbst synthetisieren. Bakterien, die der Fisch vermutlich durch die Nahrung (z. B. verschiedene Krebstiere, Würmer und Rotalgen) aufnimmt, werden hierfür verantwortlich gemacht. So wurden beispielsweise Pseudomonasbakterien bei der Art Takifugu poecilonotus und verschiedene Vibrionen, z. B. das Bakterium Vibrio alginolyticus bei Takifugu vermicularis, gefunden. Diese Bakterien gelten als TTX-Produzenten. Die These, dass Bakterien die Giftbildung verursachen, wurde allerdings wieder angezweifelt.
Um die Gefahr einer Vergiftung beim Verzehr von Fugu zu vermeiden, wird unter anderem die Art Takifugu rubripes in Gefangenschaft gezüchtet. Es wird ein spezielles Futter verwendet und darauf geachtet, dass keine TTX-haltigen Organismen von den Fischen aufgenommen werden. Die gezüchteten Fugu sind dadurch tatsächlich ungiftig. Dies wird als Beweis dafür angesehen, dass der Fisch Tetrodotoxin nicht selbst bildet.
Der Schutz durch die Bildung von Tetrodotoxin ist im Tierreich weit verbreitet. Beispielsweise findet man diesen Schutzmechanismus auch bei den Blaugeringelten Kraken und verschiedenen Amphibien wie dem Rauhäutigen Gelbbauchmolch. Die Art Takifugu vermicularis ist hierbei ein wichtiger Modellorganismus zur Erforschung der Tetrodotoxinbildung im Tierreich. Einige weitere durch Tetrodotoxin giftige Arten der Kugelfische sind Canthigaster valentini, Lagocephalus lagocephalus, Chelonodon patoca und Tetraodon lineatus.

## Gattungen und Arten

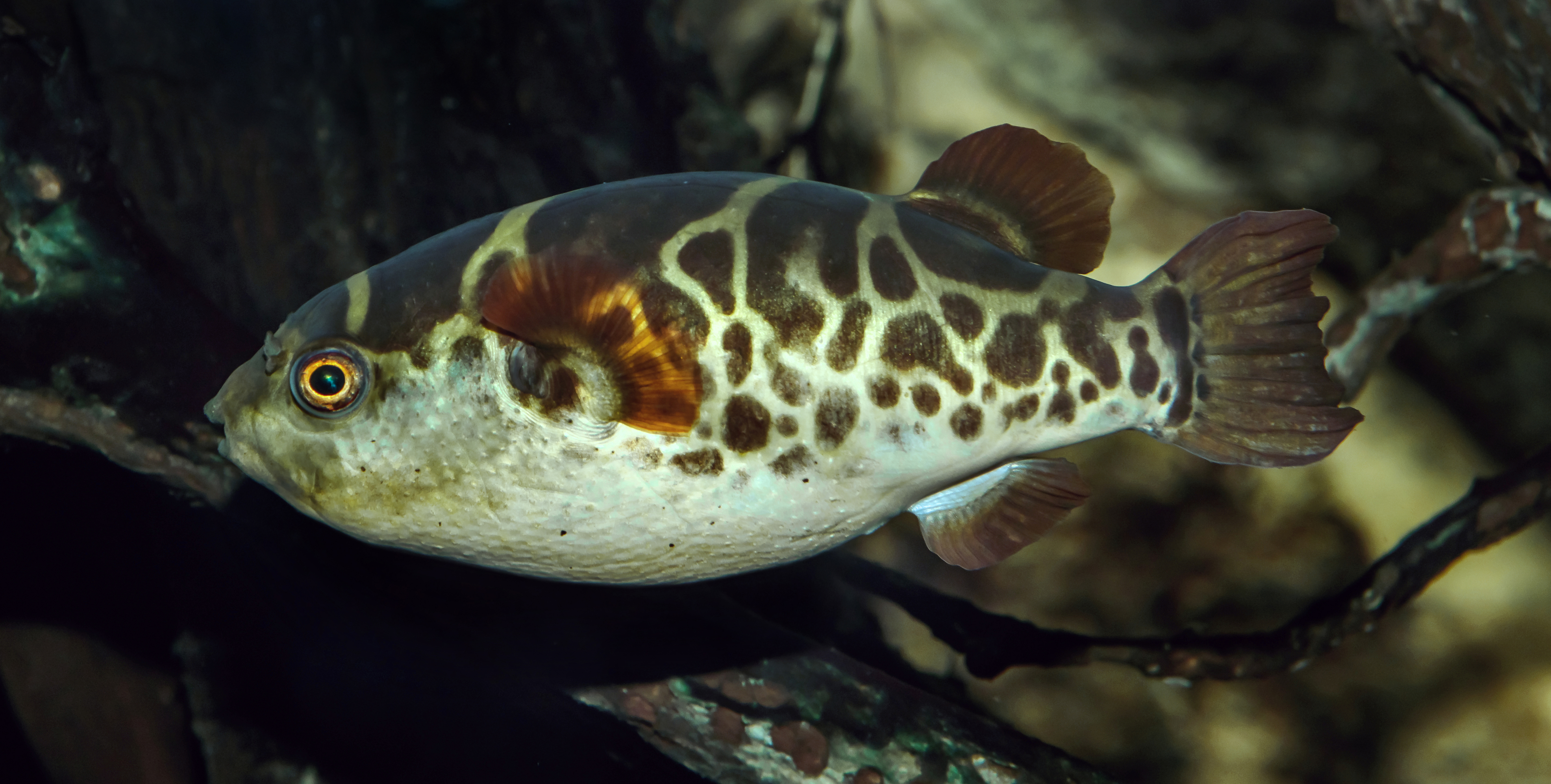
Grüner Flusskugelfisch (Dichotomyctere fluviatilis)

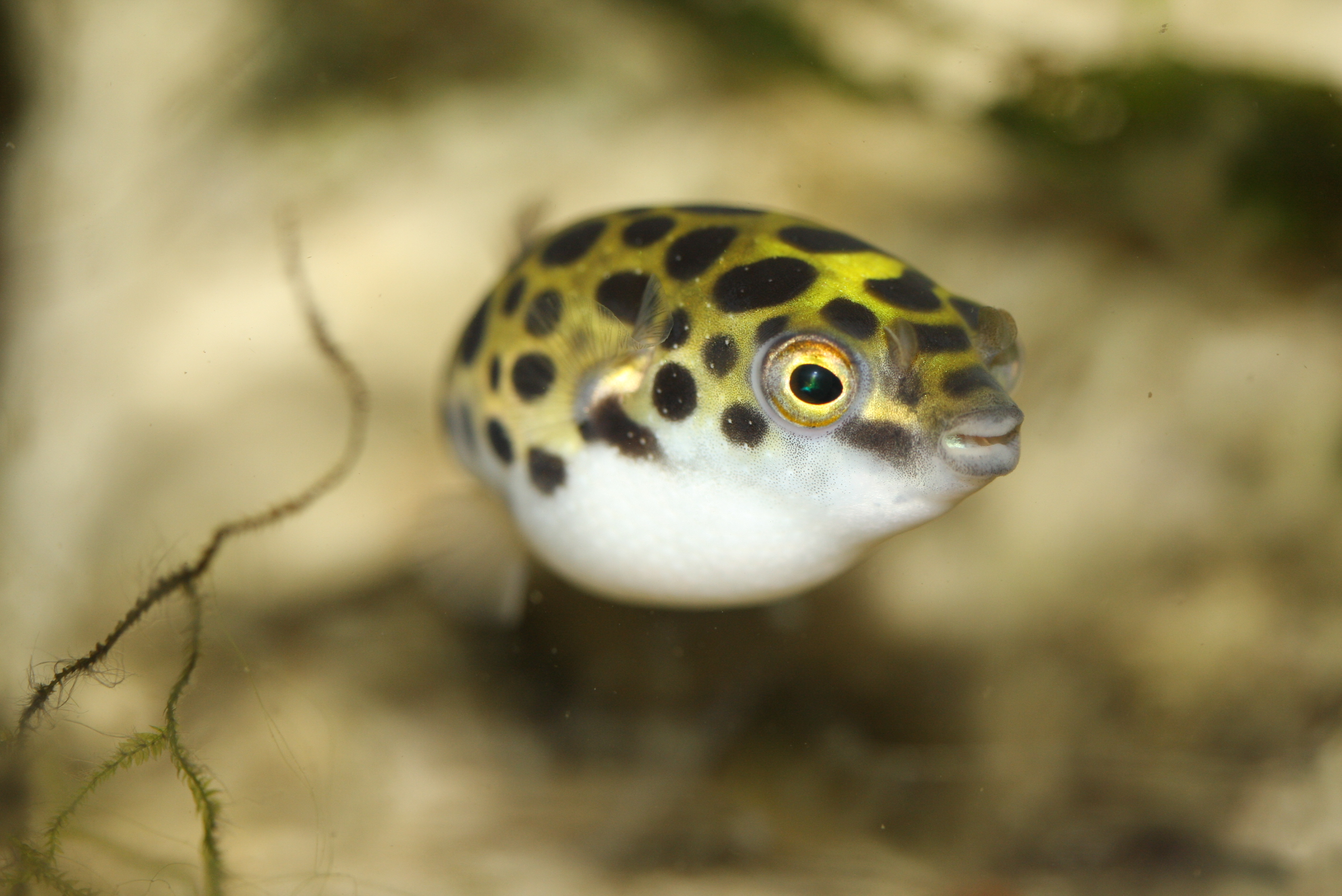
Grüner Kugelfisch (Dichotomyctere nigroviridis)

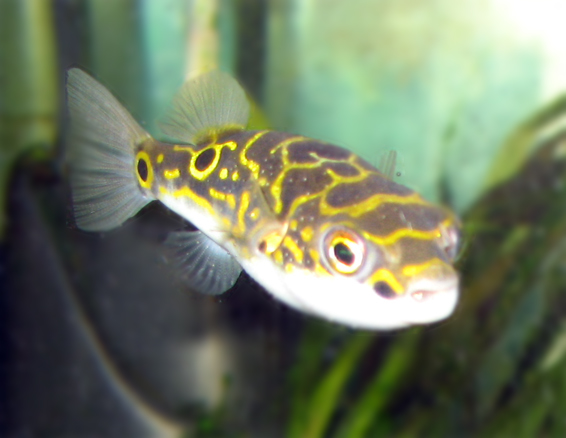
Palembang-Kugelfisch (Dichotomyctere ocellatus)

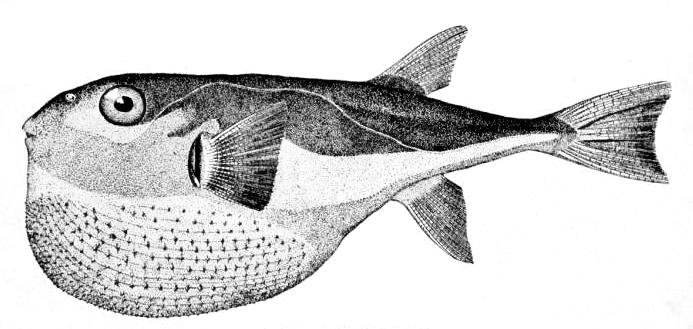
Lagocephalus laevigatus

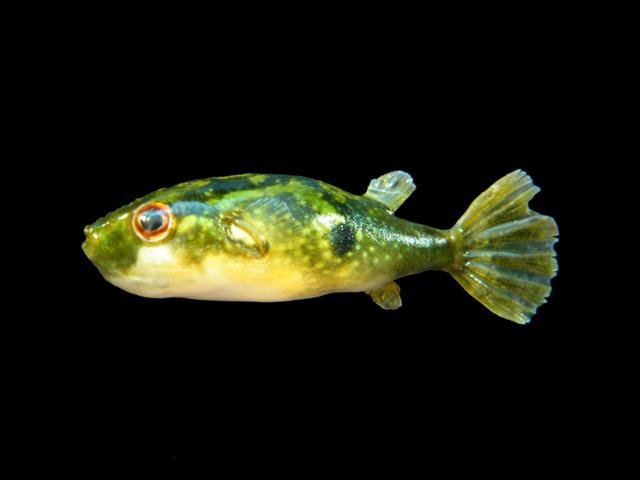
Leiodon cutcutia

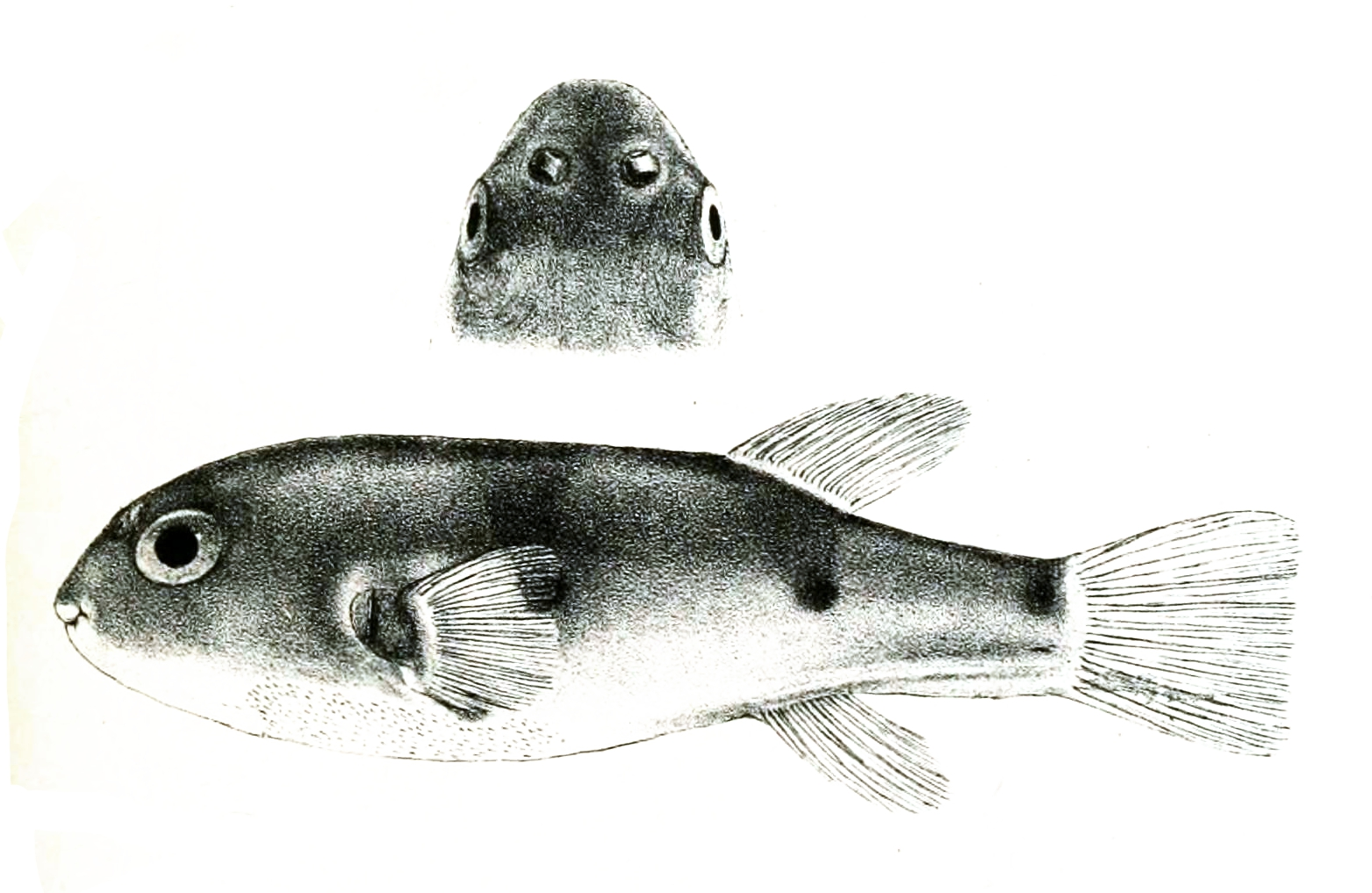
Marilyna pleurosticta

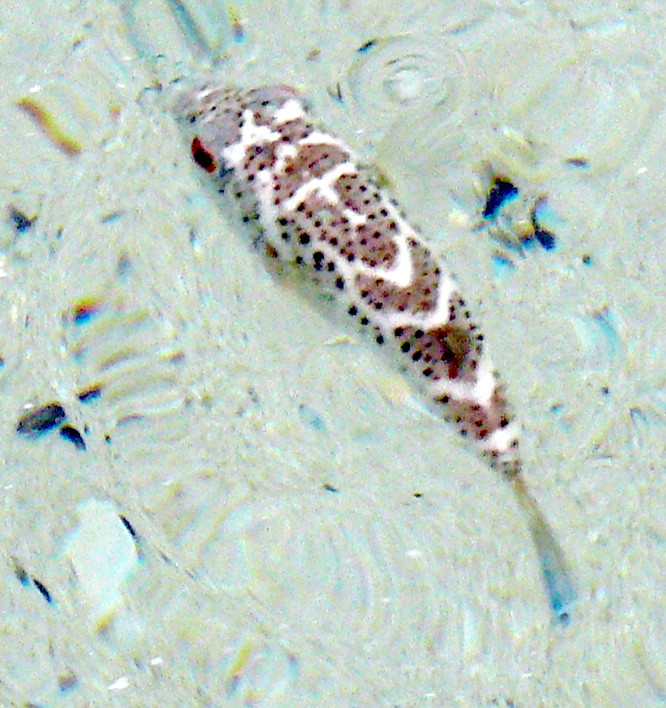
Sphoeroides annulatus

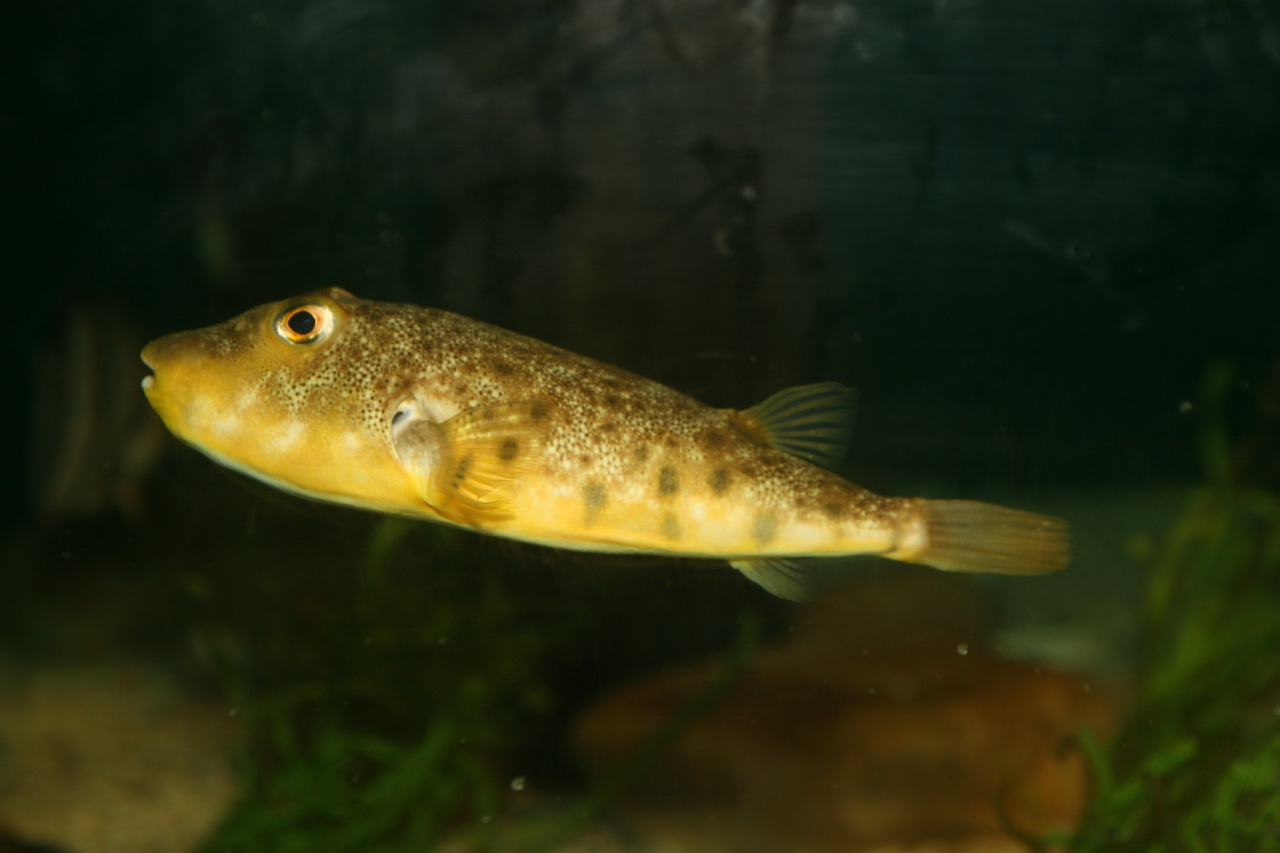
Sphoeroides maculatus

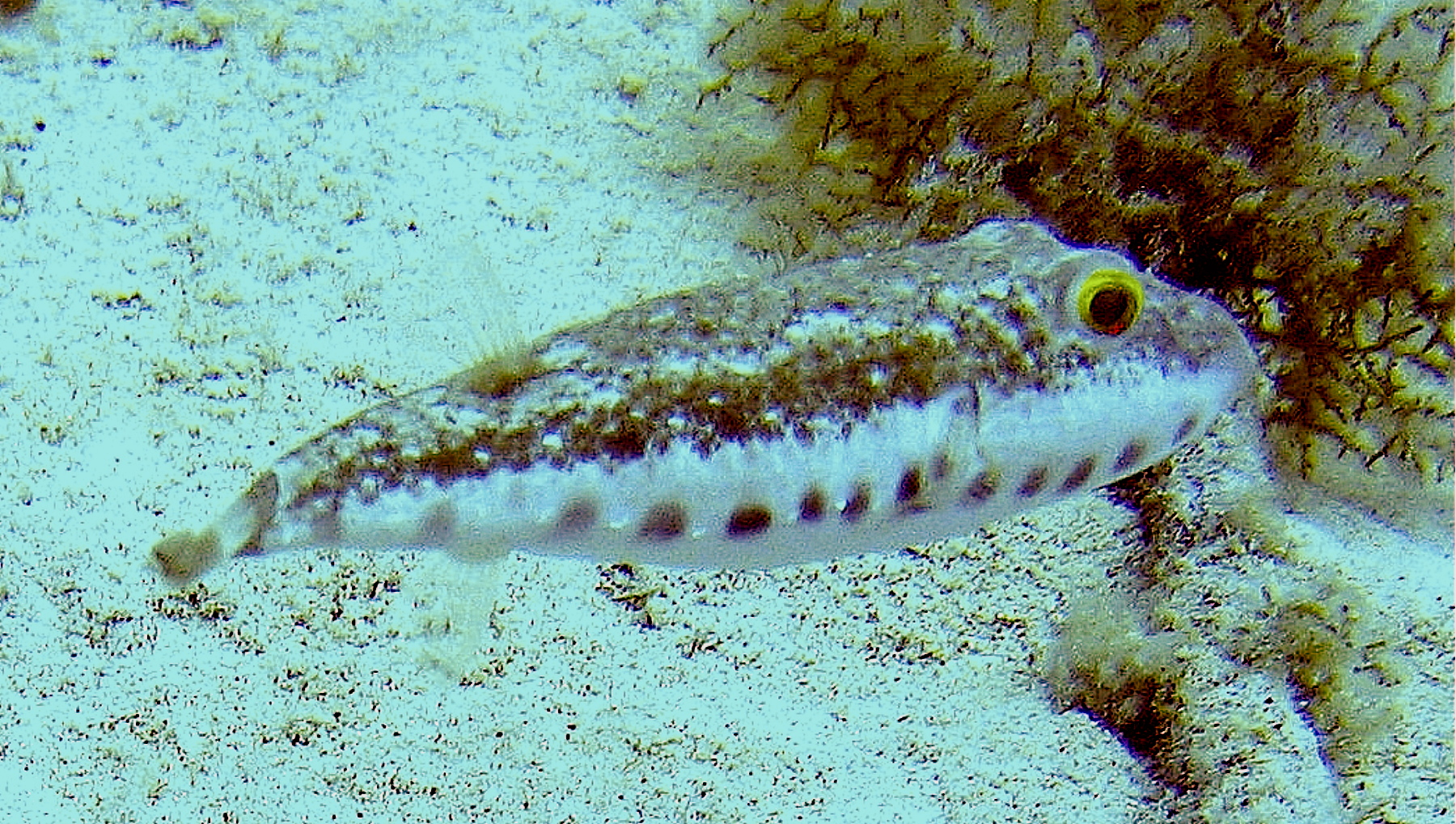
Sphoeroides spengleri

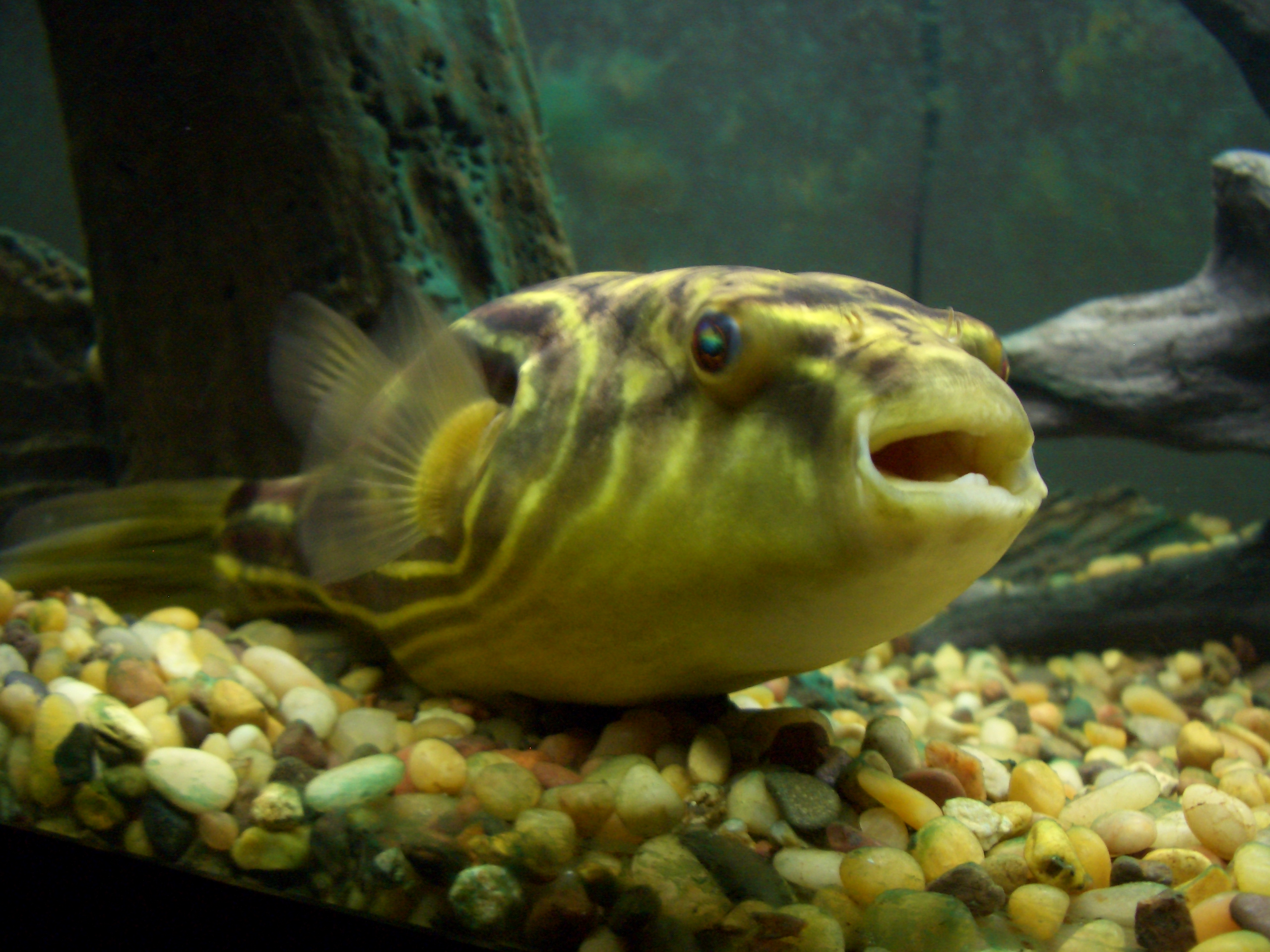
Tetraodon lineatus

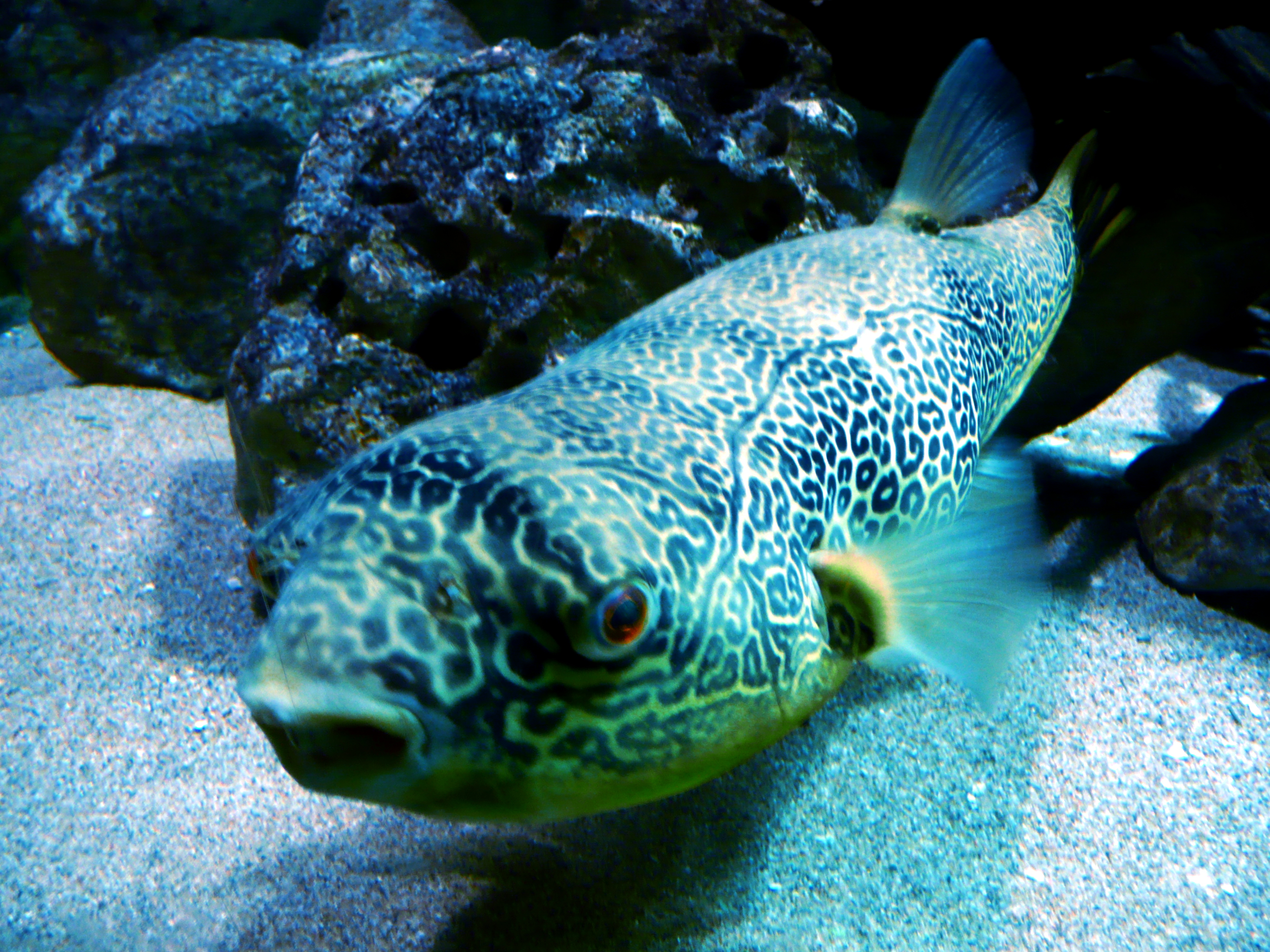
Goldringelkugelfisch (Tetraodon mbu)

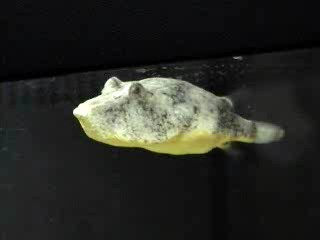
Brauner Kugelfisch (Tetraodon miurus)

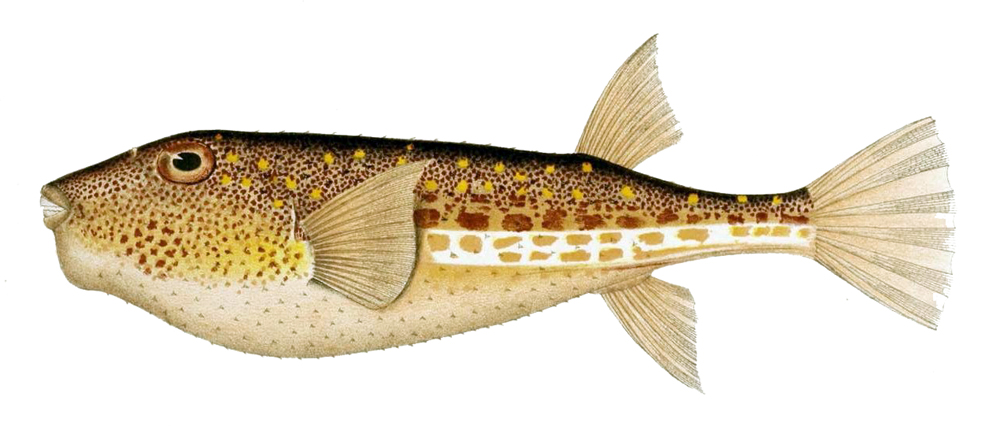
Torquigener hypselogeneion

Es gibt über 25 Gattungen mit etwa 200 Arten. Die Einteilung in die Unterfamilien Rundkopf- und Spitzkopfkugelfische wird hier nicht vorgenommen, da die Rundkopfkugelfische kein Monophylum sind.
- Gattung Amblyrhynchotes Troschel, 1856
  - Amblyrhynchotes honckenii (Bloch, 1785)
- Gattung Arothron Müller, 1841
  - Blaupunkt-Kugelfisch (Arothron caeruleopunctatus) Matsuura, 1994
  - Arothron carduus (Cantor, 1849)
  - Maskenkugelfisch (Arothron diadematus) (Rüppell, 1829)
  - Arothron firmamentum (Temminck & Schlegel, 1850)
  - Arothron gillbanksii (Clarke, 1897)
  - Weißflecken-Kugelfisch (Arothron hispidus) (Linnaeus, 1758)
  - Ungefleckter Kugelfisch (Arothron immaculatus) (Bloch & Schneider, 1801)
  - Arothron inconditus Smith, 1958
  - Arothron leopardus (Day, 1878)
  - Landkarten-Kugelfisch (Arothron mappa) (Lesson, 1831)
  - Manila-Kugelfisch (Arothron manilensis) (de Procé, 1822)
  - Perlhuhn-Kugelfisch (Arothron meleagris) (Lacépède, 1798)
  - Arothron multilineatus Matsuura, 2016
  - Schwarzpunkt-Kugelfisch (Arothron nigropunctatus) (Bloch & Schneider, 1801)
  - Arothron reticularis (Bloch & Schneider, 1801)
  - Riesen-Kugelfisch (Arothron stellatus) (Bloch & Schneider, 1801)
- Gattung Auriglobus Kottelat, 1999
  - Auriglobus amabilis (Roberts, 1982)
  - Auriglobus modestus (Bleeker, 1851)
  - Auriglobus nefastus (Roberts, 1982)
  - Auriglobus remotus (Roberts, 1982)
- Gattung Spitzkopfkugelfische (Canthigaster)
- Gattung Carinotetraodon Benl, 1957
  - Carinotetraodon borneensis (Regan, 1903)
  - Carinotetraodon imitator Britz & Kottelat, 1999
  - Carinotetraodon irrubesco Tan, 1999
  - Kammkugelfisch (Carinotetraodon lorteti) (Tirant, 1885)
  - Carinotetraodon salivator Lim & Kottelat, 1995
  - Zwerg-Kugelfisch (Carinotetraodon travancoricus) (Hora & Nair, 1941)
- Gattung Chelonodontops Smith, 1958
  - Chelonodontops alvheimi Psomadakis et al., 2018
  - Chelonodontops bengalensis Psomadakis et al., 2018
  - Chelonodontops laticeps (Smith, 1948)
  - Milchflecken-Kugelfisch (Chelonodontops patoca) (Hamilton, 1822)
  - Chelonodontops pleurospilus (Regan, 1919)
  - Chelonodontops leopardus (Day 1878)
- Gattung Chonerhinos Bleeker, 1854
  - Chonerhinos naritus (Richardson, 1848)
  - Chonerhinos silus Roberts, 1982
- Colomesus Gill, 1884
  - Assel-Kugelfisch (Colomesus asellus) (Müller & Troschel, 1849)
  - Papageikugelfisch (Colomesus psittacus) (Bloch & Schneider, 1801)
  - Colomesus tocantinensis Amaral, Brito, Silva, Carvalho, 2013
- Gattung Contusus Whitley, 1947
  - Contusus brevicaudus Hardy, 1981
  - Contusus richei (Fréminville, 1813)
- Gattung Dichotomyctere Duméril, 1855[15]
  - Dichotomyctere erythrotaenia (Bleeker, 1853)
  - Dichotomyctere fluviatilis (Hamilton, 1822)
  - Dichotomyctere kretamensis (Inger, 1953)
  - Grüner Kugelfisch (Dichotomyctere nigroviridis) (Marion de Procé, 1822)
  - Palembang-Kugelfisch (Dichotomyctere ocellatus) (Steindachner, 1870)
  - Dichotomyctere sabahensis Dekkers, 1975
- Gattung Ephippion Bibron in Duméril, 1855
  - Ephippion guttifer
- Gattung Feroxodon Su, Hardy & Tyler, 1986
  - Feroxodon multistriatus
- Gattung Guentheridia Gilbert & Starks, 1904
  - Guentheridia formosa (Günther, 1870)
- Gattung Javichthys Hardy, 1985
  - Javichthys kailolae
- Gattung Lagocephalus Swainson, 1839
  - Lagocephalus gloveri Abe & Tabeta, 1983
  - Lagocephalus guentheri Miranda-Ribeiro, 1915
  - Lagocephalus inermis (Temminck & Schlegel, 1850)
  - Lagocephalus laevigatus (Linnaeus, 1766)
  - Lagocephalus lagocephalus (Linnaeus, 1758)
  - Lagocephalus lunaris (Bloch & Schneider, 1801)
  - Lagocephalus sceleratus (Gmelin, 1789)
  - Lagocephalus spadiceus (Richardson, 1845)
  - Lagocephalus suezensis Clark & Gohar, 1953
  - Lagocephalus wheeleri Abe, Tabeta & Kitahama, 1984
- Gattung Leiodon Swainson, 1839
  - Leiodon cutcutia (Hamilton, 1822)
- Gattung Marilyna Hardy, 1982
  - Marilyna darwinii
  - Marilyna meraukensis
  - Marilyna pleurosticta
- Gattung Omegophora Whitley, 1934
  - Omegophora armilla
  - Omegophora cyanopunctata
- Gattung Pao Kottelat, 2013[16]
- Gattung Pelagocephalus Tyler & Paxton, 1979
  - Pelagocephalus marki
- Gattung Polyspina Hardy, 1983
  - Polyspina piosae
- Gattung Reicheltia Hardy, 1982
  - Reicheltia halsteadi
- Gattung Sphoeroides Lacépède, 1798
  - Sphoeroides andersonianus Morrow, 1957
  - Sphoeroides angusticeps (Jenyns, 1842)
  - Ring-Kugelfisch (Sphoeroides annulatus) (Jenyns, 1842)
  - Sphoeroides cheesemanii (Clarke, 1897)
  - Sphoeroides dorsalis Longley, 1934
  - Sphoeroides georgemilleri Shipp, 1972
  - Sphoeroides greeleyi (Gilbert, 1900)
  - Sphoeroides kendalli Meek & Hildebrand, 1928
  - Sphoeroides lispus Walker, 1996
  - Gelappter Kugelfisch (Sphoeroides lobatus) (Steindachner, 1870)
  - Sphoeroides maculatus (Bloch & Schneider, 1801)
  - Marmor-Kugelfisch (Sphoeroides marmoratus) (Lowe, 1838)
  - Sphoeroides nephelus (Goode & Bean, 1882)
  - Sphoeroides nitidus Griffin, 1921
  - Sphoeroides pachygaster (Müller & Troschel, 1848)
  - Sphoeroides parvus Shipp & Yerger, 1969
  - Sphoeroides rosenblatti Bussing, 1996
  - Sphoeroides sechurae Hildebrand, 1946
  - Sphoeroides spengleri (Bloch, 1785)
  - Sphoeroides testudineus (Linnaeus, 1758)
  - Sphoeroides trichocephalus (Cope, 1870)
  - Sphoeroides tyleri Shipp, 1972
  - Sphoeroides yergeri Shipp, 1972
- Gattung Takifugu Abe, 1949
  - Takifugu alboplumbeus (Richardson, 1845) 
  - Takifugu basilevskianus (Basilewsky, 1855) 
  - Takifugu bimaculatus (Richardson, 1845) 
  - Takifugu chinensis (Abe, 1949) 
  - Takifugu chrysops (Hilgendorf, 1879) 
  - Takifugu coronoidus Ni & Li, 1992 
  - Takifugu exascurus (Jordan & Snyder, 1901) 
  - Takifugu flavidus (Li, Wang & Wang in Cheng et al., 1975) 
  - Takifugu flavipterus Matsuura, 2017
  - Takifugu niphobles (Jordan & Snyder, 1901) 
  - Takifugu oblongus (Bloch, 1786) 
  - Takifugu obscurus (Abe, 1949) 
  - Takifugu ocellatus (Linnaeus, 1758) 
  - Takifugu orbimaculatus Kuang, Li & Liang, 1984 
  - Takifugu pardalis (Temminck & Schlegel, 1850) 
  - Takifugu poecilonotus (Temminck & Schlegel, 1850) 
  - Takifugu porphyreus (Temminck & Schlegel, 1850) 
  - Takifugu pseudommus (Chu, 1935) 
  - Takifugu radiatus (Abe, 1947) 
  - Takifugu reticularis (Tien, Cheng & Wang in Cheng et al., 1975) 
  - Takifugu rubripes (Temminck & Schlegel, 1850) 
  - Takifugu snyderi (Abe, 1988) 
  - Takifugu stictonotus (Temminck & Schlegel, 1850) 
  - Takifugu vermicularis (Temminck & Schlegel, 1850) 
  - Takifugu xanthopterus (Temminck & Schlegel, 1850)
- Gattung Tetractenos Hardy, 1983
  - Tetractenos hamiltoni
  - Tetractenos glaber
- Gattung Tetraodon Linnaeus, 1758
  - Tetraodon barbatus Roberts, 1998
  - Tetraodon duboisi (Poll, 1959)
  - Tetraodon implutus (Jenyns, 1842)
  - Tetraodon lineatus (Linnaeus, 1758)
  - Goldringelkugelfisch (Tetraodon mbu) (Boulenger, 1899)
  - Brauner Kugelfisch (Tetraodon miurus) (Boulenger, 1902)
  - Tetraodon pustulatus Murray, 1857
  - Kongo-Kugelfisch (Tetraodon schoutedeni) Pellegrin, 1926
  - Tetraodon waandersii Bleeker, 1853
- Gattung Torquigener Whitley, 1930
  - Torquigener albomaculosus Matsuura, 2014
  - Torquigener brevipinnis
  - Torquigener pleurogramma
- Gattung Tylerius Hardy, 1984
  - Tylerius spinosissimus

## Nutzung

### Aquarienhaltung

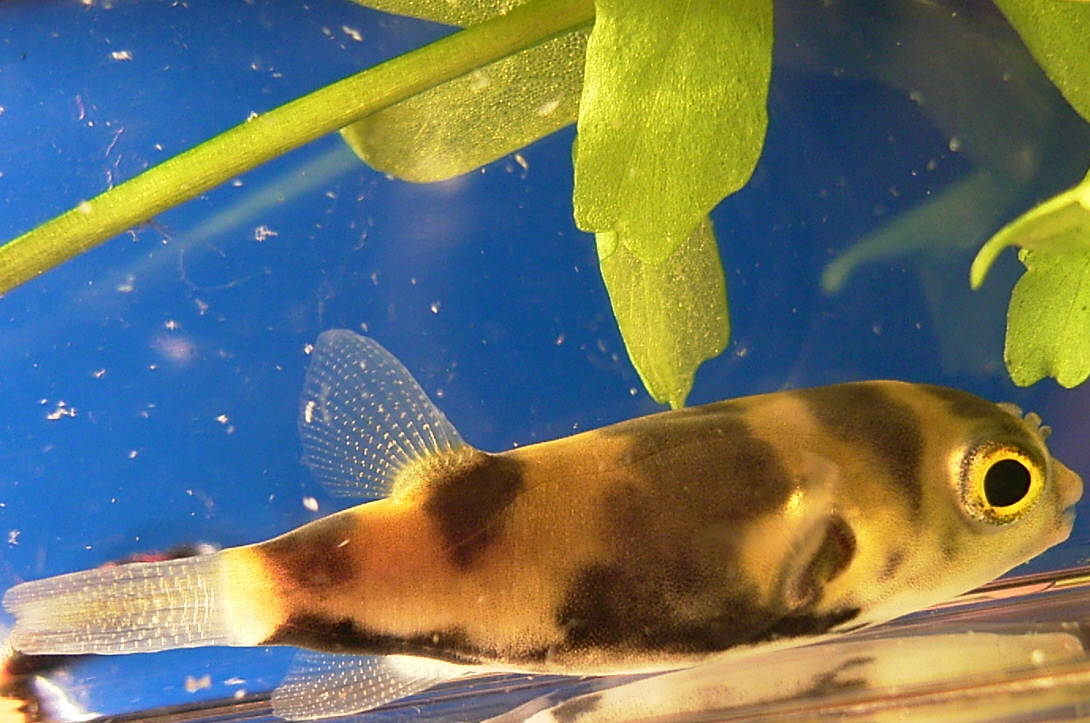
Assel-Kugelfisch (Colomesus asellus)

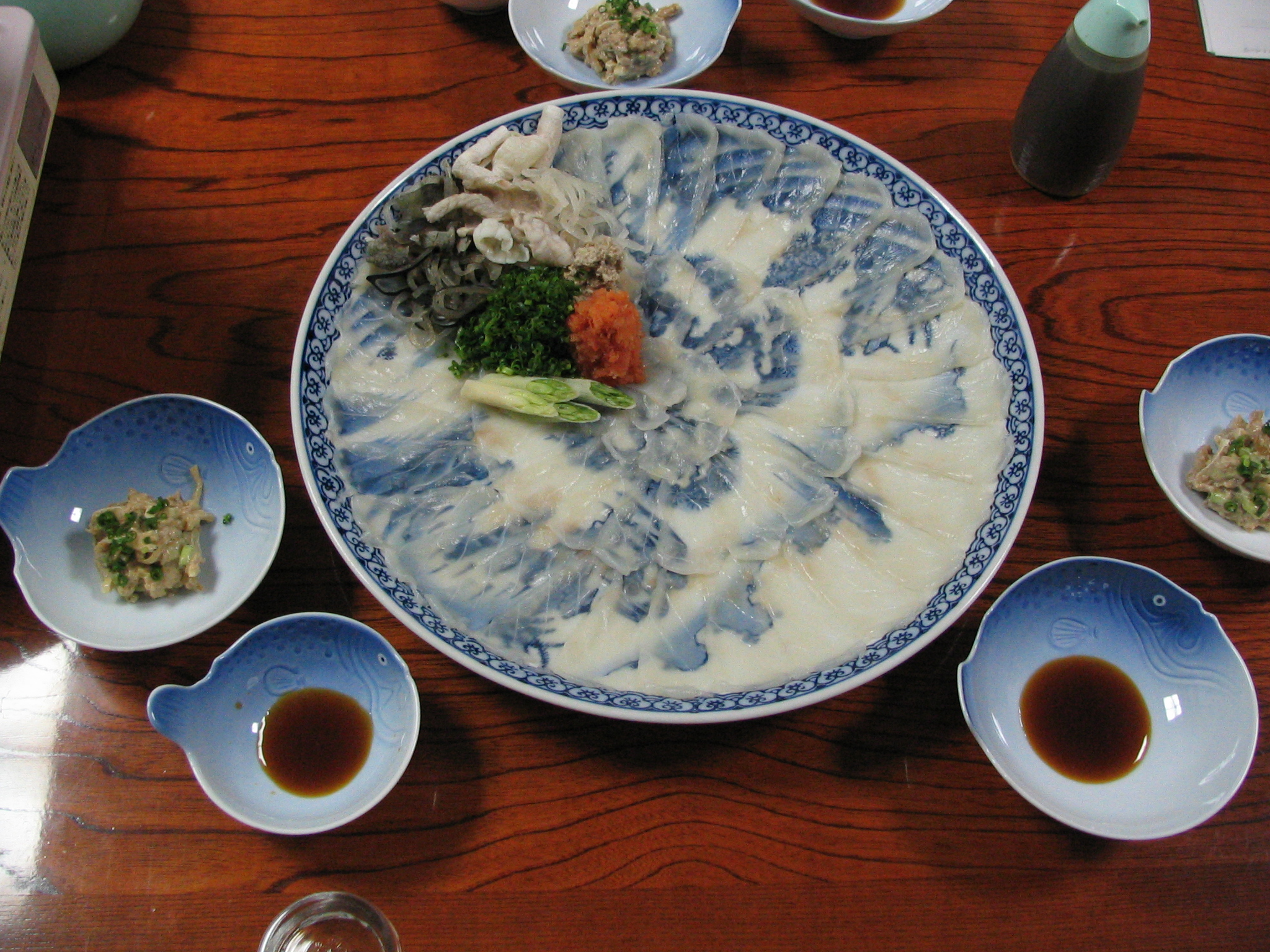
Fugu roh als Sashimi aufgeschnitten

Einige Kugelfische können als Aquarienfische im Süß-, Brack- oder Meerwasseraquarium gehalten werden. Im Süßwasseraquarium können sie zur biologischen Bekämpfung von Schnecken eingesetzt werden. Als relativ unproblematisch gelten der Zwerg-Kugelfisch (Carinotetraodon travancoricus) und der Assel-Kugelfisch (Chelichthys asellus), die allerdings gelegentlich, z. B. im Gerangel um Futter, nach den Flossen anderer Fische schnappen. Im Meerwasseraquarium sieht man manchmal Arten der Gattung Canthigaster oder Arothron. Generell sind Kugelfische im Aquarium nicht einfach zu vergesellschaften und werden daher oft im Artaquarium oder in Einzelhaltung gehalten.

### Verwendung als Speisefisch
Gerichte aus Kugelfisch, zubereitet Fugu genannt, gelten in der japanischen Küche sowie in Korea und China trotz ihres Giftes als Delikatesse. Da es dennoch immer wieder zu Todesfällen kommt, dürfen nur Köche mit einer speziellen Ausbildung Fugu zubereiten und ihren Gästen servieren.

### Forschungsobjekt in der Genetik
Die Art Takifugu rubripes wird in einigen biologischen Labors als Forschungsobjekt genutzt. Die Sequenzierung seines Genoms wurde 2002 abgeschlossen. Es hat eine Größe von 365 Megabasen und ist damit das kleinste bekannte Genom eines Wirbeltiers.

### Sonstiges
Das freie Betriebssystem OpenBSD verwendet einen stilisierten und auf den Namen Puffy getauften Kugelfisch als Logo bzw. Maskottchen.

## Belege